# 馬湖路
馬湖路，是元朝时设置的路，隶属于四川等处行中书省。
順帝至元二年，所轄泥溪長官司、平夷長官司、蠻夷長官司、夷都長官司、沐川長官司、雷坡長官司六長官司併為三長官司。
元朝初年设馬湖路，治所在今云南省绥江县西北金沙江南岸。大德九年（1305年），治所迁移到今四川省屏山县。管理雷波县以下，屏山县以东的金沙江两岸。明朝洪武四年（1371年），改为馬湖府。清朝雍正五年（1727年），废除。